# Gentansari
Gentansari is een bestuurslaag in het regentschap Banjarnegara van de provincie Midden-Java, Indonesië. Gentansari telt 4573 inwoners (volkstelling 2010).